# Marko Badovinac
Marko Badovinac (* 1771 bei Žumberak in Kroatien; † 1851 in Križevci) war ein griechisch-katholischer Geistlicher und Bildhauer.

## Leben
Zur Herkunft von Marko Badovinac lagen keine Hinweise vor.
Er studierte Theologie in Žumberak und kam darauf an das griechisch-katholische bischöfliche Seminar nach Križevci; später wurde er Pfarrer in Mrzlaki bei Netretić in der Gespanschaft Karlovac.
1821 wurde er zum Rektor des bischöflichen Seminars in Križevci ernannt, bevor er 1831 dort Abt und 1841 Domkustos der Kathedralkirche (siehe Griechisch-Katholische Kathedrale der Heiligsten Dreieinigkeit) wurde.
In den 1830er Jahren erlernte er autodidaktisch die Bildhauerei und erstellte Werke für Freunde und Bekannte unter anderem aus Holz, Stein und Bein; eines seiner Bilder zeigte ihn persönlich mit dem damaligen Bischof von Križevci, Gabrijel Smičiklas, gemeinsam auf einem Canapé sitzend. Ein weiteres Werk ist ein Kreuz mit Kette, dass aus einem Stück Holz geschnitten wurde, sowie eine Büste von sich in Stein gehauen; diese befand sich später im Nationalmuseum von Zagreb.